# Шик (фильм)
«Шик» — художественный фильм 2003 года режиссёра Бахтиёра Худойназарова, снятый кинокомпанией Централ Партнершип.

## Сюжет
Вольное переложение рассказа писателя-фантаста Рэя Брэдбери «Чудесный костюм цвета сливочного мороженого» (1958 год).
Трое закадычных приятелей — Гека, Штырь и Немой — живут в маленьком приморском городке, где жизнь замирает с наступлением сумерек. До ближайшего роскошного курорта можно добраться только на катере-трамвайчике. Там красивая и недоступная жизнь. Однажды они увидели в витрине дорогого бутика шикарный костюм, который стал наваждением, смыслом их жизни.

## В ролях
| Актёр                | Роль       |
| -------------------- | ---------- |
| Иван Кокорин         | Немой      |
| Артур Смольянинов    | Гека       |
| Ингеборга Дапкунайте | Ася        |
| Александр Яценко     | Штырь      |
| Руслана Рухадзе      | Дина       |
| Андрей Панин         | Платон     |
| Елена Дробышева      | мать Штыря |
| Николай Фоменко      | Ботя       |
| Инна Сухарева        | Джоконда   |
| Александр Донской    | Эдик       |

## Съёмочная группа
- Автор сценария: Олег Антонов
- Режиссёр: Бахтиёр Худойназаров
- Оператор: Владимир Климов
- Художник: Александр Щурихин

## Съёмки
Для натурных съёмок использовались узнаваемые места Крыма: Инкерманский карьер и крепость Каламита, Балаклава, скала Шишко, Набережная им. Ленина в Ялте, Артиллерийская бухта Севастополя.

## Награды и номинации
- 2003 — Открытый российский кинофестиваль «Кинотавр» — Гран-при фестиваля[1].
- 2004 — Премия «Ника» в номинации Лучшая мужская роль второго плана — Андрею Панину.
- 2004 — Номинация на премию «Ника» за премию «Ника» за лучшую женскую роль второго плана — Ингеборга Дапкунайте.
- 2004 — Номинация на премию «Ника» за премию «Ника» за лучшую музыку к фильму — Далер Назаров.
- 2004 — Номинация на премию «Золотой орёл» за лучшую работу художника по костюмам — Светлана Титова.
- 2004 — Номинация на Премию киноизобразительного искусства «Белый квадрат» Гильдии кинооператоров России — Владимир Климов.
- 2003 — Международный кинофестиваль в Токио[2]:
  - премия за лучший художественный вклад — Бахтиёру Худойназарову,
  - специальный приз жюри — Бахтиёру Худойназарову.
- 2003 — Кинофестиваль «Московская премьера»: Гран-при — приз зрительских симпатий за лучший полнометражный игровой фильм[3].